# Asesinato de Fuad Shukr
El asesinato de Fuad Shukr fue un ataque aéreo llevado a cabo el 30 de julio de  2024, por las Fuerzas de Defensa de Israel (FDI) contra un edificio de apartamentos en la localidad libanesa de Haret Hreik, en los suburbios de Beirut (Líbano), que mató al comandante de Hezbolá, Fuad Shukr, así como a cuatro civiles, dos niños y dos mujeres, e hirió a otras ochenta personas. Según las FDI, el ataque tuvo como objetivo a Shukr, un comandante de Hezbolá acusado por Israel de estar involucrado en el ataque con cohetes ocurrido tres días antes en Majdal Shams, en los Altos del Golán ocupados por Israel, que mató a doce niños y adolescentes drusos. La agencia de noticias estatal libanesa NNA informó que el ataque fue llevado a cabo por un dron que disparó tres misiles contra un edificio de apartamentos, que se derrumbó parcialmente.
Funcionarios israelíes afirmaron que su país pretendía enviar «un mensaje muy fuerte» con el ataque, pero esperaba evitar una mayor escalada.
Los informes iniciales sugirieron que Fuad Shukr sobrevivió al ataque, pero el medio de noticias saudí Al Hadath afirmó que había muerto y que su cuerpo estaba retenido en un hospital de Beirut. Al día siguiente Israel informó que estaba muerto, algo que posteriormente Hezbolá confirmó en un comunicado.

## Antecedentes
Desde el ataque liderado por Hamás contra Israel del 7 de octubre de 2023, Hezbolá e Israel han estado involucrados en intercambios militares a lo largo de la frontera libanesa que han obligado a desplazarse a comunidades enteras en Israel y el Líbano, con daños significativos a edificios y tierras a lo largo de la frontera. Hasta el 5 de julio de 2024, Israel informó que había matado a aproximadamente 366 miembros de Hezbolá y se ha confirmado la muerte de más de 100 civiles libaneses. Mientras que al menos veintidós soldados y veinticinco civiles israelíes han muerto en los combates, según el Ejército israelí. Según la ONU, más de 90 000 personas en el Líbano se han visto obligadas a huir de sus hogares, mientras que en Israel, 60 000 civiles han sido evacuados. Israel y Hezbolá han mantenido sus ataques a un nivel que causa daños significativos sin llegar a una guerra a gran escala.
Del 7 de octubre de 2023 al 21 de junio de 2024, Israel atacó al Líbano 6124 veces. Hezbolá y otras fuerzas libanesas hicieron lo propio contra Israel en 1258 ocasiones.
El 27 de julio de 2024 se produjo el ataque a Majdal Shams, cuando un campo de fútbol fue alcanzado por un cohete en la ciudad drusa de Majdal Shams, en los Altos del Golán ocupados por Israel, lo que provocó la muerte de doce niños y jóvenes de la minoría drusa. Este incidente se convirtió en el más mortífero a lo largo de la frontera de Israel con el Líbano desde el inicio del conflicto, provocando indignación y conmoción generalizadas debido a la corta edad de las víctimas. Israel y Estados Unidos atribuyeron el ataque a Hezbolá y señalaron que el cohete era un Falaq-1 de fabricación iraní con una ojiva de 50 kilogramos de explosivos. Sin embargo, Hezbolá negó firmemente cualquier implicación en el ataque y aseguró que habían atacado una base militar israelí en el Golán. En respuesta al ataque, Israel prometió tomar represalias, aunque explícitamente apuntaba específicamente a Hezbolá y evitaba que el conflicto se convirtiera en una guerra regional a gran escala. Antes del ataque, varias aerolíneas internacionales interrumpieron sus vuelos al Aeropuerto Internacional Rafic Hariri de Beirut y varios países europeos solicitaron a sus ciudadanos que abandonaran el Líbano El 30 de julio, un ataque con cohetes de Hezbolá contra el kibutz HaGoshrim en la Alta Galilea mató a un civil israelí.
Fuad Shukr, el objetivo del ataque fue catalogado como terrorista global especialmente designado por los Estados Unidos y sirvió como asesor principal en asuntos militares de Hasan Nasrallah, secretario general de Hezbolá. También sirvió en el más alto órgano militar de la organización libanesa, el Consejo de la Jihad. Shukr estuvo involucrado en el atentado del 23 de octubre de 1983 contra el cuartel del Cuerpo de Marines en Beirut, que mató a 241 militares estadounidenses e hirió a otros 128. En 2017, el Tesoro de los Estados Unidos ofreció una recompensa de cinco millones de dólares por información sobre Shukr.

## Asesinato
Testigos informaron de una fuerte explosión alrededor de las 19:40h (EEST) en el distrito Dahieh de Beirut, una zona con una importante presencia de Hezbolá. El ataque tuvo como objetivo al comandante de Hezbolá, Fuad Shukr, cerca del Consejo Shura de Hezbolá.
La agencia de noticias estatal libanesa, National News Agency (NNA), informó que el ataque se ejecutó utilizando un dron que lanzó tres misiles, aunque la declaración de las FDI sobre el ataque no especificó el método exacto del ataque. Los misiles impactaron en un edificio de apartamentos, lo que provocó el derrumbe de la mitad del mismo y causó daños menores en un hospital que se encontraba junto al edificio. Inmediatamente después de las explosiones, se desató un pánico importante entre los ciudadanos, ya que muchos de ellos intentaron huir a sus casas para ponerse a salvo, lo que provocó una gran congestión. Además, grupos de manifestantes comenzaron a llenar las calles cercanas al lugar del ataque, mientras gritaban consignas y lemas a favor de Hezbolá. Los reporteros y periodistas se enfrentaron a la hostilidad de la multitud mientras cubrían el incidente, en concreto reporteros de Al Jazeera y MTV, fueron atacados por partidarios de Hezbolá que estaban en el lugar de los hechos en Haret Hreik y les impidieron cubrir el acontecimiento.
Los primeros informes indicaban que Fuad Shukr había sobrevivido al ataque aéreo. Sin embargo, los medios de comunicación de propiedad saudí citaron fuentes que informaron que Shukr murió en el ataque. Según las noticias de Al Hadath, su cuerpo se encontraba retenido en un hospital de Beirut, rodeado por un cordón de seguridad. Israel afirmó más tarde que Fuad Shukr había muerto, mientras que Hezbolá no confirmó dicha noticia y declaró que todavía está evaluando los daños del ataque. El Ministerio de Salud libanés dijo que dos mujeres y dos niños murieron y otras ochenta personas resultaron heridas. Al día siguiente, fuentes de seguridad libanesas anunciaron que su cuerpo fue encontrado bajo los escombros, lo que confirmó su muerte.

## Reacciones
- Líbano: el primer ministro, Najib Mikati, condenó el ataque y lo calificó de «una serie de operaciones agresivas que matan a civiles en clara y explícita violación del derecho internacional».[26] El ministro de Información, Ziad Makary, declaró que el Líbano prevé una represalia de Hezbolá por el ataque israelí y que el gobierno realizará esfuerzos diplomáticos para reducir las tensiones.[31]

- Israel: el ministro de Defensa, Yoav Gallant, publicó una declaración pública en su cuenta X (antigua Twitter) donde afirmaba que «Hezbolá cruzó la línea roja» poco después de que ocurriera el ataque.[26]

- Ali Ammar, alto funcionario de Hezbolá, declaró: «Este enemigo exige la guerra y nosotros estamos dispuestos a ello, si Dios quiere, estamos dispuestos a ello».[32] Treinta minutos después, se informó que el ministro de Defensa israelí, Gallant, dijo a las tropas que «no queremos la guerra, pero nos estamos preparando para todas las posibilidades».[33]

- Estados Unidos. la vicepresidenta, Kamala Harris, declaró que Israel «tiene derecho a defenderse de la organización terrorista, que es exactamente lo que es Hezbolá», durante un viaje de campaña a Atlanta, Georgia.[26]

- Irán: el Ministerio de Asuntos Exteriores calificó el ataque de «cruel» y expresó admiración por la resistencia del pueblo libanés contra «la agresión del régimen del apartheid israelí» en apoyo a los palestinos.[26]

- Rusia: el Ministerio de Asuntos Exteriores dijo que el ataque era una «grave violación del derecho internacional».[26]

## Ataque de represalia de Hezbolá
El 25 de agosto de 2024, temprano en la mañana, Hezbolá lanzó un extenso ataque con cohetes desde el Líbano hacia Israel en respuesta al asesinato de Shukr. El ataque coincidió con Arbain, una celebración importante para los musulmanes chiitas, que Hezbolá citó como parte de su motivación. El grupo anunció más tarde que se habían disparado un total de 320 cohetes y drones en una operación que la milicia describió como una «primera fase» de represalia en respuesta a la muerte de Sukr. En respuesta, Israel llevó a cabo lo que denominó como «ataques aéreos preventivos» contra miles de lanzadores de cohetes de Hezbolá que de acuerdo con el Ejército, iban a ser empleados en un ataque a gran escala contra el centro y el norte de Israel y desplegó cientos de aviones de combate.
La ofensiva estaba dirigida contra al menos una docena de posiciones y bases militares israelíes repartidas por la frontera norte de Israel. Entre sus objetivos principales se encontraba la base de Glilot, cerca de Herzliya, donde tienen su base varias unidades de inteligencia del Ejército y el cuartel general del Mossad.
El aeropuerto Ben Gurion detuvo temporalmente sus operaciones. El ministro de Defensa israelí, Yoav Gallant, declaró una situación de emergencia de 48 horas e informó al secretario de Defensa de los Estados Unidos, Lloyd Austin, sobre los acontecimientos. El primer ministro israelí, Benjamín Netanyahu, convocó una reunión del gabinete de seguridad para abordar la situación y se implementaron medidas de emergencia en todo el norte de Israel, incluida la apertura de refugios y restricciones al movimiento público. En el ataque murieron tres personas en el Líbano y un soldado israelí murió y otros dos resultaron heridos en el norte de Israel.